# Jan-Erasmus Quellinus

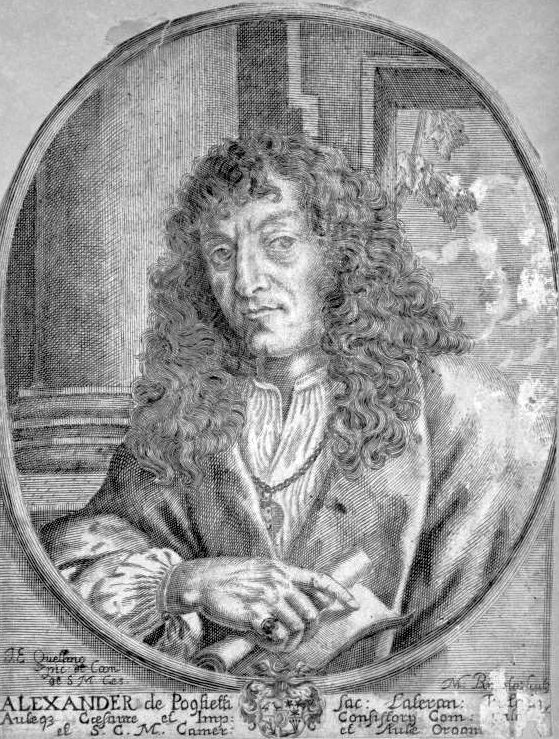
Alessandro Poglietti in un'incisione di Jan-Erasmus Quellinus.

Jan-Erasmus Quellinus (Anversa, 1634 – Mechelen, 11 marzo 1715) è stato un pittore fiammingo del periodo barocco, specializzato in pale d'altare.

## Biografia
Nato in una vasta famiglia di artisti che comprendeva tra gli altri il padre ed il nonno, Erasmus Quellinus il Giovane e Erasmus Quellinus il Vecchio, cominciò la sua carriera artistica con un viaggio in Italia, grazie al quale subisce la forte influenza di Paolo Veronese. Le sue opere di questo periodo mostrano lo studio del pittore, mentre un viaggio a Venezia del 1660 lo avvicinò alla figura del Palladio. A Roma entrò a far parte della Schildersbent, per poi tornare ad Anversa nel 1661. In quella città si associò alla Corporazione di San Luca e poco dopo sposò la figlia di David Teniers il Giovane, Cornelia Teniers.